# 月野碧
月野 碧（つきの あおい、1986年6月11日 - ）は、日本の元タレント。元イー・スマイル所属。

## 来歴
- 2007年アパマンショップキャンペーンガール準グランプリ
- 2008年アパマンショップキャンペーンガール審査員特別賞
- 2010年7月31日をもってタレントを引退したことを自身のブログで報告。

## 主な出演作品

### テレビ
- サタうま!（関西テレビ）
- ますだおかだ角パァ!（朝日放送）
- ファミレストーク王座決定戦（フジテレビ）
- ピーチ流!（読売テレビ）
- MONOモノ倶楽部（読売テレビ）

### CM
- Apaman Network
  - 地デジ部屋キャンペーン - 2009年12月5日～2010年3月31日
  - 宝部屋キャンペーン - 2010年12月1日～2011年3月31日
- 京都伝統工芸大学校
- JR東海
- 日本コカ・コーラ - アクエリアスゼロ　サイト出演

### 舞台
- 歯車のアルカ - 2009年11月　主演